# ムワンザ (マラウイ)
ムワンザ（Mwanza）はマラウイの都市である。ムワンザ県の県都である。

## 交通

### 鉄道
- ナカラ鉄道（英語版）